# Dehesillas
Dehesillas es una localidad despoblada en el valle del río Jubera perteneciente al municipio de Robres del Castillo, La Rioja (España), situada en la ladera de la margen izquierda del río. Se accede a ella por la LR-447, carretera que lleva a Santa Marina.
Fue un pueblo principalmente ganadero, por sus abundantes pastos, que quedó deshabitado en la década de 1960, cuando sus habitantes emigraron a la ciudad en busca de trabajo. Aunque su número de habitantes nunca fue muy alto, hacia 1910 tuvo su mayor población, de unos 14 habitantes, que tras la guerra civil se ganaron la vida con la repoblación de pinos de la zona hasta que quedó despoblado.

## Patrimonio

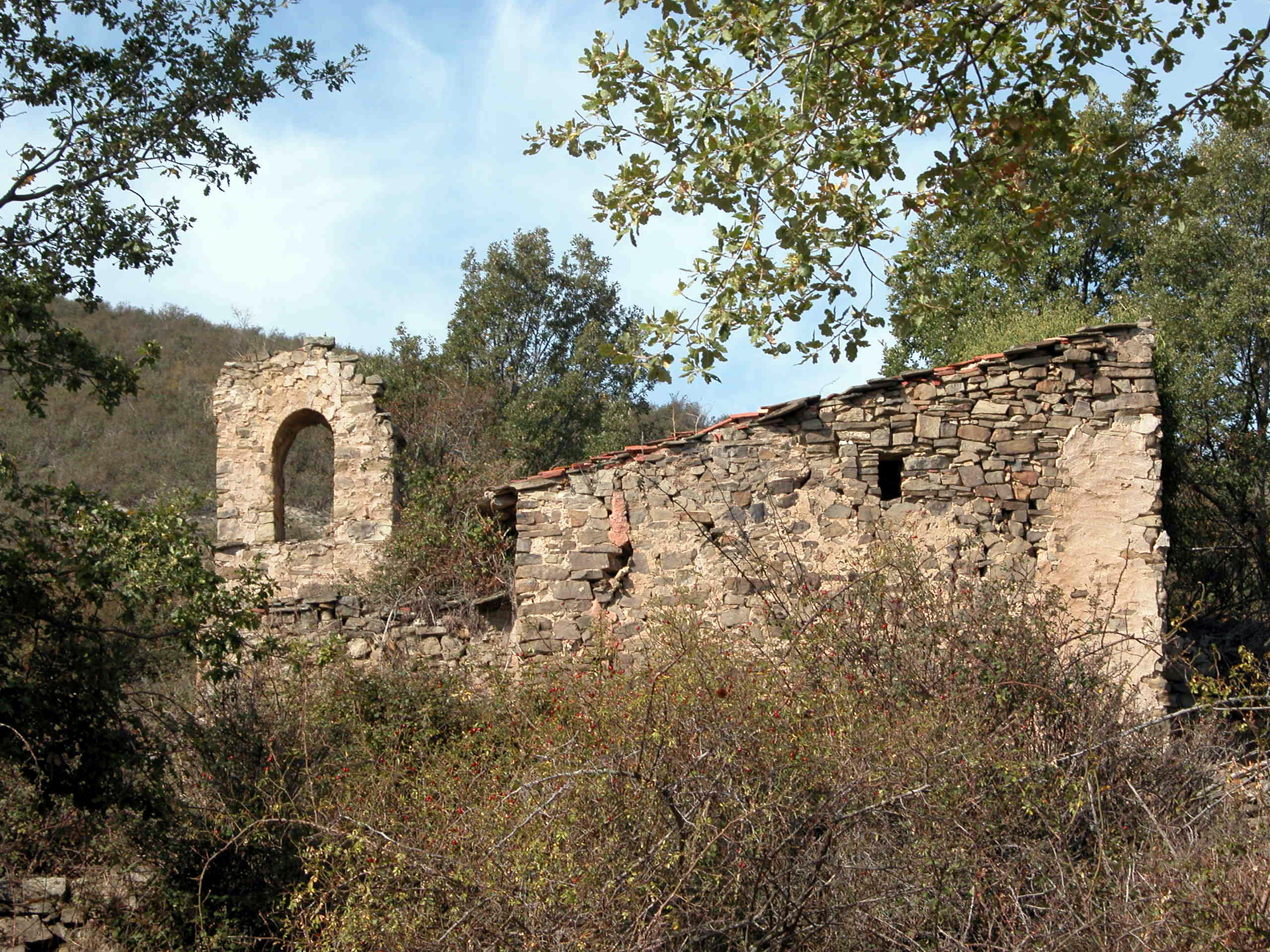
Ruinas de la iglesia de Santa Catalina.

- Iglesia de Santa Catalina.